# Marco Wanda
Michael Marco Fitzthum (* 25. März 1987 in Wien), besser bekannt als Marco Michael Wanda oder kurz Marco Wanda, ist ein österreichischer Musiker, Sänger und Songwriter. Er ist Mitbegründer und Frontmann der Band Wanda und zählt zu den prägenden Stimmen der österreichischen Rock- und Popmusik seit den 2010er-Jahren.

## Leben
Fitzthum wurde am 25. März 1987 in Wien geboren und ist unter dem Künstlernamen Marco Michael Wanda bekannt. Schon in seiner Jugend interessierte er sich für Sprache, Literatur und Musik. Nach der Matura entschied er sich für ein Studium im Bereich Sprachkunst an der Universität für angewandte Kunst Wien, wo er seine Fähigkeiten im literarischen Schreiben vertiefte und früh erste künstlerische Kontakte knüpfte.
Während seiner Studienzeit hielt er sich mit unterschiedlichen Tätigkeiten finanziell über Wasser. Er arbeitete zeitweise als Möbelpacker und war auch bei einer Filiale von McDonald’s am Wiener Praterstern beschäftigt.
Parallel dazu begann er, intensiver an seiner musikalischen Laufbahn zu arbeiten. 2012 gründete er mit Freunden die Band Wanda. Mit Fitzthum als Sänger und Frontmann entwickelte sich die Formation rasch zu einem der erfolgreichsten Rock- und Pop-Acts im deutschsprachigen Raum.
Seine Rolle als Sänger ist eng verbunden mit einer markanten Bühnenpräsenz, einem charismatischen Auftreten und einer Mischung aus Melancholie und exzessiver Lebensfreude, die auch in den Texten der Band zum Ausdruck kommt. Der Durchbruch gelang 2014 mit dem Debütalbum Amore; es folgten weitere Charterfolge wie Bussi (2015), Niente (2017), Ciao! (2019), Wanda (2022) und Ende nie (2024).
Auch persönliche Rückschläge prägten seine Karriere. 2022 verstarb der Wanda-Keyboarder Christian Hummer; Fitzthum thematisierte diesen Verlust ebenso wie familiäre Trauerfälle und Sucht in späteren Interviews und in einem 2025 angekündigten Buchprojekt. Heute lebt Fitzthum in Wien und gilt als eine der prägenden Stimmen der österreichischen Pop- und Rockkultur seit den 2010er-Jahren.

## Memoiren
Im August 2025 veröffentlichte Fitzthum seine Memoiren unter dem Titel Dass es uns überhaupt gegeben hat. Das Werk verbindet autobiografische Erzählungen mit Reflexionen über die Bandgeschichte, persönliche Krisen und seine Sicht auf die österreichische Musikszene.

## Diskografie

### Livealben
- 2016: Amore meine Stadt